# Bistrik (nádraží)
Bistrik je bývalé nádraží, které se nachází v jižní části Sarajeva, v místní části Bistrik. Je pozůstatkem původní východní dráhy a jedná se o památkově chráněnou budovu. Přesněji je situována na křižovatce ulic Bistrik a Put mladih muslimana.

## Historie
Stanice byla slavnostně otevřena v roce 1882 poté, co se podařilo rakousko-uherské správě vybudovat úzkorozchodnou trať z dnešní Slavonie údolím řeky Bosny do metropole Sarajeva a následně byla železniční síť rozvíjena dál, do odlehlejších částí Bosny. Mezi ně patřil i východ země, údolí řek Driny a hranice se srbským královstvím. Bistrik byl první stanicí na tzv. Bosenské východní dráze (německy Bosnische Ostbahn).
Dvoupatrová budova nádraží vznikla v duchu tehdejšího populárního architektonického stylu. V přízemí se nacházela čekárna a v patře kancelář výpravčího a pracovní prostory pro zaměstnance železnic.
Vedle nádraží se nacházel i menší objekt pro doplnění vody pro parní lokomotivy a promazání soukolí. Základy budovy byly vykopány do hloubky 60 cm, vnější zdi na přízemí byly vybudovány z kamene a dosahovaly tloušťky 45 cm, vnitřní zdi jsou tlusté 15 cm. Použit byl kámen, který byl omítnut a obarven.
Dne 29. června 1914 byl odsud vypraven vlak s ostatky následníka rakousko-uherského trůnu Františka Ferdinanda d'Este.
Nádraží bylo zbudováno v nejvyšším možném místě na Bistriku. Sloužilo až do zrušení úzkorozchodné železnice v roce 1978. Jako symbol své doby se na nádraží natáčely některé filmy, např. Valter brani Sarajevo nebo Sarajevský atentát.
Po skončení provozu železnice sloužila stanice k bydlení a tento účel si zachovala dodnes. Nachází se zde pět bytů. Původní myšlenka otevřít zde muzeum úzkorozchodné dráhy nebyla vzhledem k nedostatku financí v 70. letech v socialistické Jugoslávii realizována.
Na počátku 21. století byla budova nádraží ve velmi špatném stavu. Poničily ji stavební práce uskutečněné v rozporu se způsobem ochrany historických památek, stejně jako nedostatečná údržba a v neposlední řadě i válečný konflikt v 90. letech 20. století.
V roce 2020 bylo rozhodnuto o transformaci objektu na muzeum a o jeho obnově.